# Dag Sandahl
Dag Peter Yngve Sandahl, född 14 oktober 1948 i Oscars församling i Stockholm, är präst i Svenska kyrkan, forskare och författare. Han är bror till politikern Olle Sandahl. 
Sandahl har gjort sig känd som stridbar röst i den kyrkliga debatten och som en profilerad företrädare för en högkyrklig ämbetssyn. Han var en av förgrundsgestalterna i Svenska kyrkans fria synod.

## Karriär
Sandahl prästvigdes 1971 för Växjö stift och fick tjänst i Kalmar där han byggde upp Två Systrars församling. Till en början höll församlingen till i en källarlokal, men sedermera uppfördes en kyrkobyggnad, Två Systrars kapell, som invigdes av biskop Sven Lindegård 1984. Området var först ett distrikt inom Kalmar domkyrkoförsamling, men utvecklades till en egen församling inom pastoratet. 
Sandahl blev domkyrkokomminister i Kalmar 1976, var kontraktsprost i Norra Möre 1988–1999 och blev 2007 komminister i Högby (Norra Ölands pastorat) på Öland. Hösten 2013 blev han emeritus.

## Övriga uppdrag och ställningstaganden
Sandahl promoverades till teologie doktor i Lund 1987 och utsågs till oavlönad docent i kyrko- och samfundsvetenskap vid Lunds universitet 1995. Han var ledamot av kyrkomötet för POSK 1979–2001 och åter igen från och med 2006 för Frimodig kyrka, var ledamot av Svenska kyrkans centralstyrelse 1989–1998 och är ersättare i kyrkostyrelsen från 2010. Han var ledamot av kyrkofondens styrelse från 1998 till dess nedläggning. Han är även styrelseledamot i det av Bengt Wadensjö och Susanne Vigortsson Yngvesson 1999 grundade Centrum för Samtidsanalys. På kyrkomötet 2009, som valde att godta vigsel av samkönade par i Svenska kyrkan, tillhörde Sandahl minoriteten, med argumentet att kyrkan hade en ekumenisk skyldighet att söka samförstånd med övriga protestantiska kyrkor, vilket inte fanns, samt att man avvikit från en klar biblisk norm om äktenskapets natur.

## Bakgrund och familj
Dag Sandahl växte upp i Småland, först i Tranås och från sex års ålder i Moheda. Han och Olle Sandahl blev båda adopterade av provinsialläkaren Dagny Sandahl (1908–1998), som var ogift varför de båda sönerna växte upp utan en far. En bror till adoptivmodern var Harry Sandahl. Dag Sandahl gifte sig 1969 med Sonja Andersson (född 1947) och är i sitt tredje äktenskap gift med prästen i Värnamo pastorat Linda Muhr Sandahl.